# Verzorgingsplaats Ruwiel
Verzorgingsplaats Ruwiel is een Nederlandse verzorgingsplaats langs de A2 Maastricht-Amsterdam tussen afritten 5 en 4, nabij Breukelen. Het is de laatste verzorgingsplaats langs de A2 op de route Maastricht-Amsterdam.
Bij Ruwiel is een tankstation van Shell aanwezig, alsook een vestiging van Starbucks.

## Naamgeving
Verzorgingsplaats Ruwiel dankt haar naam aan de gemeente Ruwiel (Nieuwer Ter Aa en Kockengen) die in 1960 is opgegaan in de gemeente Breukelen. 

## Trivia
Op 22 november 2006 was het voor het eerst mogelijk om in Nederland langs de snelweg te stemmen voor de Tweede Kamerverkiezingen bij deze verzorgingsplaats. De gemeente Breukelen had hier een stembureau geopend, waar Alexander Pechtold, toenmalig minister voor bestuurlijke vernieuwing, als eerste zijn stem uitbracht, om het initiatief van de gemeente te steunen.
Richting Eijsden:
Haarrijn · 
IJsselstein · 
Bisde · 
De Lucht West · 
Velder · 
't Haasje · 
Roevenpeel · 
Ellerbrug · 
Het Anker · 
Vossedal · 
Knuvelkes
Richting Amsterdam:
Patiel · 
Meerssen · 
Kruisberg · 
Swentibold · 
Bosserhof ·
Meiberg · 
Groote Bleek · 
Ooiendonk · 
De Lucht Oost · 
Lingehorst · 
Jutphaas · 
Ruwiel